# An Khương
An Khương là một xã thuộc huyện Hớn Quản, tỉnh Bình Phước, Việt Nam.
Xã An Khương có diện tích 47,52 km², dân số năm 1999 là 4.776 người, mật độ dân số đạt 101 người/km².